# Posición de pronombres clíticos en español
Los idiomas romances han desarrollado un grupo de pronombres personales que son clíticos verbales. Esto significa que no pueden usarse independientemente, sino que tienen que ir conjuntos con un verbo.

## Origen
Con excepción del sujeto del verbo o del objeto de una preposición, los pronombres personales del latín perdieron su acento y llegaron a ser clíticos. Esto es decir que formaban una sola palabra fonológica conjunta con alguna precedente o siguiente palabra tónica. Por este fenómeno del latín, el sistema de pronombres personales en español está dividido en formas tónicas y átonas.
Los precursores del latín y los pronombres modernos españoles están en la tabla abajo.
| Persona            | Origen                                                                       | Castellano                                                                                            |
| ------------------ | ---------------------------------------------------------------------------- | --- |
| Primera (singular) | EGŌ (nominativo) MIHI (dativo) MĒ (acusativo) MĒCUM (ablativo)               | yo (nominativo) mí (preposicional) me (átono/clítico) conmigo (ablativo)                              |
| Primera (plural)   | NŌS (nominativo/acusativo)                                                   | nosotros, nosotras (nominativo/ con preposición) nos (acusativo/dativo átonos)                        |
| Segunda (singular) | TŪ (nominativo/vocativo) TIBI (dativo) TĒ (acusativo) TĒCUM (ablativo)       | tú (nominativo/vocativo) ti (preposicional) te (átono/clítico) (con)tigo (ablativo)                   |
| Segunda (plural)   | VŌS (nominativo/acusativo)                                                   | vosotros, vosotras (nominativo/ con preposición) os (acusativo/dativo átonos)                         |
| Tercera (singular) | ĬLLE, ĬLLA, ĬLLUD (nominativo) ĬLLĪ (dativo) ĬLLUM, ĬLLAM, ĬLLUD (acusativo) | él/ella/ello (nominativo/todas formas con preposición) le/se (dativos átonos) lo/la (acusativo átono) |
| Tercera (plural)   | ĬLLŌS, ĬLLĀS (acusativo) ĬLLĪS (dativo)                                      | ellos/ellas (nominativo/ con preposición) los/las (acusativo átono) les (dativo átono)                |

## Posición antes del siglo XV
Con respecto a los pronombres átonos, las reglas del español viejo eran diferentes de las de la lengua moderna; la regla para el castellano viejo estaba más determinada por la sintaxis. El pronombre seguía el verbo, salvo cuando el verbo estaba precedido (en la misma cláusula) por otra palabra tónica, como sustantivo, adverbio, pronombre tónico, etc. Por ejemplo:
e tornós pora su casa, ascóndense de mio Cid
non lo desafié, aquel que gela diesse
Si la primera palabra tónica de una cláusula era un verbo del futuro o condicional o era forma verbal compuesta consistente en participio + forma de aver, entonces cualquier pronombre átono estaba puesto entre los dos elementos de las formas verbales.
daregelo he (moderno: 'se lo daré')
daregelo ia/ie (moderno: 'se lo daría')
dado gelo ha (moderno: 'se lo ha dado')
Antes del siglo XV, los clíticos nunca aparecían en la posición inicial, incluyendo no sólo la posición inicial en la frase principal pero también en la posición inicial después de una conjunción coordenada, una pausa entonacional o, en verso, a cesura. Podían preceder un verbo conjugado si había otro material procedente como un sustantivo, un elemento negativo o un adverbio. Por ejemplo, “Fuese el conde” pero “El conde se fue”, “No se fue el conde”, “Entonces se fue el conde”. La misma regla se aplicaba a los gerundios, los infinitivos y los imperativos. Las formas del futuro y el condicional funcionaban como cualquier otro verbo conjugado con respecto a los clíticos, excepto cuando un clítico seguía un futuro o condicional usualmente estaba colocado entre la raíz infinitivo y la inflexión. Por ejemplo:
Verme ha mañana pero No me verá mañana, Mañana me verá.

## Posición después del siglo XV
En el español moderno la regla para la colocación de los pronombres clíticos es determinada morfológicamente y depende del tipo de verbo. Los clíticos preceden un verbo conjugado—pese a la posición en la frase—pero siguen un verbo infinitivo o un imperativo positivo. Por ejemplo:
me vio pero verme, viéndome, ¡véame!
Excepciones de la postposición existen también con algunas expresiones cuasiidiomáticas, como la expresión Érase una vez en los libros para los niños.

## Explicación del cambio
Sintácticamente la proclisis de los clíticos o ascenso de clíticos resulta ser un movimiento sintáctico desde la posición canónica de objeto tras el verbo. El hecho de que el clítico se interpreta naturalmente en posición postverbal puede apreciarse cuando se compara las dos alternativas siguientes para expresar lo mismo:
a. María quiere comprarlo
b. María lo quiere comprar
Claramente lo es el objeto de comprar tal como aparece en (a). Pero el español permite que dicho clítico aparezca en posición preverbal de un sintagma que domina estrictamente a comprar como en (b). Se supone que el mismo movimiento tiene lugar obligatoriamente con los verbos finitos (conjugados), aunque no con los no conjugados. El caso del imperativo es especial porque la posición postverbal del clítico como en:
Llámame / dímelo
es explicable recurriendo a un segundo movimiento sintáctico en el que el verbo pasa la posición inicial quedando el "clítico ascendido" detrás de él.
Para explicar el cambio que ocurrió en el siglo XV, Andrés Enrique-Arias sugiere que la prefijación de las marcas de concordancia del objeto tiene una ventaja de procesamiento. De acuerdo con esta hipótesis se evitaría material morfológico adicional adjunto a inflexiones (de tiempo, modo, aspecto y acuerdo sustantivo) que ya existen en el paradigma verbal del español. Esto favorece el cambio a proclisis en las formas verbales que son especialmente complejas para procesar. Enrique-Arias escribe que la idea—que los modelos de la colocación de las marcas de concordancia del objeto durante la morfologización de—acuerdo objetivo—son sensibles a la complejidad de la forma verbal—tiene apoyo en el hecho que las marcas de acuerdo verbal que resultan en el español moderno muestran una distribución complementaria de prefijos en formas verbales conjugadas y sufijos en formas infinitivas.